# 44. Golden Globe-gála
A 44. Golden Globe-gálára 1987. január 31-én, vasárnap került sor, az 1986-ban mozikba, vagy képernyőkre került amerikai filmeket, illetve televíziós sorozatokat díjazó rendezvényt a kaliforniai Beverly Hillsben, a Beverly Hilton Hotelben tartották meg.
A 44. Golden Globe-gálán Anthony Quinn vehette át a Cecil B. DeMille-életműdíjat.

## Filmes díjak
A nyertesek félkövérrel jelölve.
| Legjobb filmes díjak | Legjobb filmes díjak |
| Legjobb filmdráma | Legjobb vígjáték vagy zenés film |
| --- | --- |
| - A szakasz - Szoba kilátással - Egy kisebb isten gyermekei - Mona Lisa - Állj mellém! - A misszió | - Hannah és nővérei - Bűnös szívek - Krokodil Dundee - Koldusbottal Beverly Hills-ben - Előre a múltba - Rémségek kicsiny boltja |
| Legjobb filmes alakítások (filmdráma) | |
| Színész | Színésznő |
| - Bob Hoskins – Mona Lisa - Harrison Ford – A Moszkító-part - Dexter Gordon – Jazz Párizsban - William Hurt – Egy kisebb isten gyermekei - Jeremy Irons – A misszió - Paul Newman – A pénz színe               | - Marlee Matlin – Egy kisebb isten gyermekei - Julie Andrews – Egyszemélyes duett - Anne Bancroft – Jóccakát, anya! - Farrah Fawcett – Elszabadult indulatok - Sigourney Weaver – A bolygó neve: Halál                                              |
| Legjobb filmes alakítások (vígjáték vagy zenés film) | |
| Színész | Színésznő |
| - Paul Hogan – Krokodil Dundee - William Hurt – A híradó sztárjai - Matthew Broderick – Meglógtam a Ferrarival - Jeff Daniels – Valami vadság - Danny DeVito – Borzasztó emberek - Jack Lemmon – Ilyen az élet | - Sissy Spacek – Bűnös szívek - Julie Andrews – Ilyen az élet - Melanie Griffith – Valami vadság - Bette Midler – Koldusbottal Beverly Hills-ben - Kathleen Turner – Előre a múltba                                                                 |
| Legjobb mellékszereplők (filmdráma, vígjáték vagy zenés film) | |
| Színész | Színésznő |
| - Tom Berenger – A szakasz - Michael Caine – Hannah és nővérei - Dennis Hopper – Kék bársony - Dennis Hopper – A legjobb dobás - Ray Liotta – Valami vadság                                                    | - Maggie Smith – Szoba kilátással - Linda Kozlowski – Krokodil Dundee - Mary Elizabeth Mastrantonio – A pénz színe - Cathy Tyson – Mona Lisa - Dianne Wiest – Hannah és nővérei                                                                     |
| Egyéb | |
| Legjobb rendező | Legjobb forgatókönyv |
| - Oliver Stone – A szakasz - Woody Allen – Hannah és nővérei - James Ivory – Szoba kilátással - Roland Joffé – A misszió - Rob Reiner – Állj mellém!                                                           | - Robert Bolt – A misszió - David Lynch – Kék bársony - Woody Allen – Hannah és nővérei - Neil Jordan, David Leland – Mona Lisa - Oliver Stone – A szakasz                                                                                          |
| Legjobb eredeti filmzene | Legjobb eredeti filmbetétdal |
| - Ennio Morricone – A misszió - Herbie Hancock – Jazz Párizsban - Miles Goodman – Rémségek kicsiny boltja - Maurice Jarre – A Moszkító-part - Harold Faltermeyer – Top Gun                                     | - „Take My Breath Away” – Top Gun - „Somewhere Out There” – Egérmese - „Glory of Love” – Karate kölyök 2. - „Sweet Freedom” – Rémült rohanás - „Life in a Looking Glass” – Ilyen az élet - „They Don't Make Them Like They Used To” – Kemény fickók |
| Legjobb idegen nyelvű film | |
| - Merénylet – Németország - Betty Blue – Franciaország - Ginger és Fred – Olaszország - Otello – Olaszország - Három férfi, egy mózeskosár – Franciaország                                                     | |

## Televíziós díjak
A nyertesek félkövérrel jelölve.
| Legjobb televíziós sorozatok | Legjobb televíziós sorozatok |
| Filmdráma | Vígjáték vagy zenés film |
| --- | --- |
| - L.A. Law - Cagney & Lacey - Dinasztia - Miami Vice - Gyilkos sorok - Egy kórház magánélete | - Öreglányok - Cheers - The Cosby Show - Családi kötelékek - A simlis és a szende |
| Minisorozat vagy tévéfilm | |
| - Az ígéret - Anasztázia - Boldog Karácsonyt, Mrs. Kingsley! - Nobody's Child - Nagy Péter - Unnatural Causes                                                                                         | |
| Legjobb alakítás televíziós sorozatban (filmdráma) | |
| Színész | Színésznő |
| - Edward Woodward – The Equalizer - William Devane – Knots Landing - John Forsythe – Dinasztia - Don Johnson – Miami Vice - Tom Selleck – Magnum                                                      | - Angela Lansbury – Gyilkos sorok - Joan Collins – Dinasztia - Tyne Daly – Cagney & Lacey - Sharon Gless – Cagney & Lacey - Connie Sellecca – Hotel                                                      |
| Legjobb alakítás televíziós sorozatban (vígjáték vagy zenés film) | |
| Színész | Színésznő |
| - Bruce Willis – A simlis és a szende - Bill Cosby – The Cosby Show - Ted Danson – Cheers - Tony Danza – Ki a főnök? - Michael J. Fox – Családi kötelékek                                             | - Cybill Shepherd – A simlis és a szende - Beatrice Arthur – Öreglányok - Estelle Getty – Öreglányok - Rue McClanahan – Öreglányok - Betty White – Öreglányok                                            |
| Legjobb alakítás minisorozatban vagy tévéfilmben | |
| Színész | Színésznő |
| - James Woods – Az ígéret - James Garner – Az ígéret - Mark Harmon – The Deliberate Stranger - Jan Niklas – Nagy Péter - John Ritter – Unnatural Causes                                               | - Loretta Young – Boldog Karácsonyt, Mrs. Kingsley! - Farrah Fawcett – Beate Klarsfeld, a nácivadász - Amy Irving – Anasztázia - Vanessa Redgrave – Second Serve - Marlo Thomas – Nobody's Child         |
| Legjobb mellékszereplő televíziós sorozatban, minisorozatban vagy tévéfilmben | |
| Mellékszereplő színész | Mellékszereplő színésznő |
| - Jan Niklas – Anasztázia - Tom Conti – Beate Klarsfeld, a nácivadász - John Hillerman – Magnum - Trevor Howard – Boldog Karácsonyt, Mrs. Kingsley! - Ron Leibman – Boldog Karácsonyt, Mrs. Kingsley! | - Olivia de Havilland – Anasztázia - Justine Bateman – Családi kötelékek - Piper Laurie – Az ígéret - Lilli Palmer – Nagy Péter - Geraldine Page – Beate Klarsfeld, a nácivadász - Rhea Perlman – Cheers |

## Különdíjak

### Cecil B. DeMille-életműdíj
A Cecil B. DeMille-életműdíjat Anthony Quinn vehette át.

### Miss/Mr.Golden Globe
- Candace Savalas[4]

## Fordítás
Ez a szócikk részben vagy egészben  a(z)   44th Golden Globe Awards című angol Wikipédia-szócikk fordításán alapul.  Az eredeti cikk szerkesztőit annak laptörténete sorolja fel. Ez a jelzés csupán a megfogalmazás eredetét és a szerzői jogokat jelzi, nem szolgál a cikkben szereplő információk forrásmegjelöléseként.